# Husi Géza
Husi Géza (Debrecen, 1962. december 20.) Harsányi István-díjas magyar gépészmérnök, számítógépes tervezőmérnök, mechatronikai mérnök, egyetemi tanár. Egy cikluson keresztül a  Magyar Tudományos Akadémia VI. Műszaki Tudományok Elektrotechnikai Tudományos Bizottság  tagja volt. Kutatási területe a mechatronika, és a robottechnika, ipari robotok. 2008-tól 2020-ig a Debreceni Egyetem Műszaki Kar, Mechatronikai (korábban Villamosmérnöki és Mechatronikai) tanszék vezetője, a debreceni mechatronikai mérnök szak alapítója.

## Életútja
Debrecenben a Landler Jenő (ma Brassai]) Szakközépiskolában érettségizett 1981-ben és kapott elektronikai műszerész szakképesítést. Egyetemi tanulmányait a Nehézipari Műszaki Egyetemen végezte termelési rendszerek szakon. 1987-től a General Electric hajdúböszörményi Vákuumtechnikai alkatrész és gépgyárában dolgozott mint információs rendszer fejlesztő. 1989-től a Debreceni Egyetem Műszaki Kar szervezés tanszékén tanársegédként, 1996-tól adjunktusként informatikát és termelésmenedzsment tantárgyakat oktatott. Közben a Miskolci Egyetemen számítógépes tervező szakmérnöki oklevelet kapott 1994-ben.
2006-ban PhD tudományos fokozatot szerzett katonai műszaki tudományok területén a Zrínyi Miklós Nemzetvédelmi Egyetemen. 2009-ben a vezetésével újjászerveződött Debreceni Egyetem Műszaki Kar,  Mechatronikai tanszék. Mechatronikai mérnök alapszakot, mesterszakot létesített munkatársaival Debrecenben magyar és angol nyelven.
2012-ben Informatika Tudományokból a habilitált a Debreceni Egyetemen.
2017-ben megalapította Debrecenben a Hivatásos Repülőgép-vezetői angol nyelvű alapszakot valamint a magyar nyelvű Légijármű üzemeltető szakirányú továbbképzési szakot.
2009-től az Erciyes University Törökország vendégprofesszora, 2010-től a Nagyváradi Egyetem vendégoktatója.
2020. januártól az általa alapított Légi- és Közúti Járművek tanszék vezetője. Munkatársaival beindította a Debreceni Egyetem Műszaki Kar Járműmérnök képzését.
2020. júliusától a Debreceni Egyetem Műszaki Karának dékánjává nevezték ki. Helyettesei T. Kiss Judit, illetve Kocsis Imre lettek.

## Munkássága
Fő kutatási területe a mechatronika, az ipari robotok, járműgyártás, a sorozatban  gyártott termékekek minőségirányítása.  Kutatásai során részt vett a General Electric részére fejlesztett spirál minősítő rendszer tervezésében és kivitelezésében, valamint a új minőségmódszereket dolgozott ki közfeladatokat ellátó szervezetek részére.
Több mint háromszáz tudományos közlemény szerzője vagy társszerzője, ebből 25 könyv/monográfia/könyvfejezet. Járműipari szabadalom társ-feltalálója.   Munkáit elsősorban magyar és angol nyelven adja közre.

## Díjai, elismerései
- Szerzőtársaival Országos Tudományos tanulmányírói pályázaton kiemelt I. díjat kapott 2003-ban.
- A Magyar Innovációs Szövetség által adományozott Harsányi István díjat kapott 2007-ben.
- Magyar Arany Érdemkereszt 2017-ben.
- Debreceni Egyetem Műszaki Karának dékánja 2020-tól